# Madone Lenti
La Madone Lenti ou Madone Bache est une Vierge à l'Enfant, une peinture à la détrempe et à l'or sur panneau réalisée par le peintre italien Carlo Crivelli, vers 1472–1473, et signée OPVS KAROLI CRIVELLI VENETI.
Elle est conservée au Metropolitan Museum of Art de New York, où elle est entrée en 1944.

## Description
Cette œuvre parfaitement conservée est l’une des images les plus exquises de l’artiste. La peinture flamande a peut-être inspiré la remarquable précision des détails en arrière-plan, où se promènent des figures enturbannées (infidèles). Les pommes et la mouche sont des symboles du péché et du mal et s’opposent au concombre et au chardonneret, symboles de la rédemption. La signature de Crivelli est sur ce qui ressemble à un morceau de papier attaché au tissu de soie.

## Historique
Petite et destinée à la dévotion privée, c'était probablement l'œuvre vue par Orsini vers 1790 dans la maison de Pier Giovanni Lenti à Ascoli Piceno (avec un « K » dans sa signature plutôt que le « C » plus habituel - le candidat alternatif est la Madone d'Ancône (vers 1480), mais qui est signée « CAROLI » et non « KAROLI »). La première mention définitive de l'œuvre date de 1852, se trouvant dans la Jones Collection à Clytha, d'où elle passa à la Baring Collection en 1871 puis à la Northbrook Collection. Les frères Duveen en font l'acquisition en 1927, la cédant au banquier et collectionneur Jules Bache, qui l'a ensuite léguée au Metropolitan Museum de New York.